# Olbus eryngiophilus
Olbus eryngiophilus là một loài nhện trong họ Corinnidae.
Loài này thuộc chi Olbus. Olbus eryngiophilus được miêu tả năm 2001 bởi M. J. Ramírez, Lopardo & Bonaldo.